# Mook en Middelaar
Mook en Middelaar je obec v nejsevernějším výběžku nizozemské provincie Limburk. Obec se nachází asi 100 km od hlavního města provincie Maastrichtu a rozkládá se na ploše 18,81 km², z nichž 1,42 km² zabírají vodní plochy. Od roku 1994 je partnerským městem české Přibyslavi.

## Centra osídlení
- Vesnice: Middelaar, Molenhoek, Mook a Plasmolen.
- Osady: Bisselt, Heikant, Katerbosch a Riethorst.

## Historie
Leží v lesnaté krajině zvlněné morény, vytvořené během poslední doby ledové, asi před 160 000 lety. V Plasmolenu byly nalezeny pozůstatky římské vily z 2. století našeho letopočtu a na břehu řeky Mázy se nachází pozůstatky římského mostu ze 4. století.
Mookerheide ležící na okraji Mooku se 14. dubna 1574 stala svědkem bitvy, v níž se za osmdesátileté války střetlo španělské vojsko pod vedením Sancha Avilského s rebelským vojskem Ludvíka Nasavského, který zde padl.
Nejspíše od 17. století byly na Mookerheide zbudovány obranné pozice Mookerschans a Heumense schans. V té době oblast Mookerheide dosahovala až k hradbám města Nijmegenu. Historické opevnění Mookerheideschans bylo později obnoveno a poskytuje výhled do údolí Mázy.
Middelaar náležel ke geldernskému vévodství či k Horním Geldrám. V průběhu války o španělské dědictví byl okupován pruskými vojáky a zůstal německou obcí ještě asi sto let, do roku 1814.
Za druhé světové války se zdejší oblast stala dějištěm prudkých bojů. Silné opevnění na brabantské straně Mázy a železniční most mezi Mookem a Katwijkem, vyhozený do povětří zastavily v květnu 1940 invazní jednotky. V září 1944 se Mook, Plasmolen a Middelaar ocitly na frontové linii a válka jim způsobila značnou zkázu. Spojenci pod palbou německých děl pálících z lesů poblíž Groesbeeku museli obsadit Heumenský most přes maas-waalský kanál, který byl významným uzlem operace Market Garden. Prudké boje způsobily pohyb fronty, jehož vlivem vesnice, jejíž většina domů byla zasažena dělostřelbou, přešla několikrát z rukou do rukou. Padlí vojáci byli posléze pohřbeni na Mookském vojenském hřbitově. Většina obyvatel Mooku a Middelaaru opustila své domovy a přečkala boje ve skrytu až do osvobození.
V souvislosti s betonářským průmyslem se na polích podél řeky Mázy těžil písek (tzv. Cuyksesteeg), což následně vedlo v oblasti mezi Middelaar a Mookerheide ke vzniku rekreačních jezer Mookerplassen. Po několika záplavách v 80. a 90. letech byla k ochraně před dalšími povodněmi zbudována odnímatelná hráz.

## Veřejná doprava
Mook a okolí obsluhují tři autobusové linky. Je zde vlakové nádraží Mook-Molenhoek.